# Nojszew
Nojszew – wieś w Polsce położona w województwie mazowieckim, w powiecie węgrowskim, w gminie Korytnica. Ma status sołectwa.
| SIMC    | Nazwa    | Rodzaj    |
| ------- | -------- | --------- |
| 0675620 | Ostaszki | część wsi |

W latach 1975–1998 miejscowość administracyjnie należała do województwa siedleckiego.
We wsi Nojszew polski rockowy zespół Hey nagrywał trzy płyty: "sic!" (lipiec 2001), "Music Music" (wrzesień 2003) i "Echosystem" (sierpień i wrzesień 2005).
Wierni Kościoła rzymskokatolickiego należą do parafii św. Jana Chrzciciela w Pniewniku.